# Bajó un ángel del cielo
Bajó un ángel del cielo es una película de Argentina en blanco y negro dirigida por Luis César Amadori según su propio guion escrito sobre la obra Bichon, de Jean de Létraz y Víctor Bouchet que se estrenó el 11 de agosto de 1942 y que tuvo como protagonistas a Zully Moreno, Francisco Álvarez, Felisa Mary, Pedro Quartucci y Maurice Jouvet.

## Sinopsis
Para vencer la oposición del padre de una joven, esta se adjudica con su novio la paternidad de un bebé.

## Reparto
- Zully Moreno ... Celia
- Francisco Álvarez ... Torcuato Fontana
- Felisa Mary ... Paulina
- Pedro Quartucci ... Agustín
- Maurice Jouvet ... Torcuato "Tito"
- Gladys Rizza ... Lolita
- Julio Renato ... Ricardo Campos
- Lola Márquez ... Enriqueta
- José Olivero
- Manuel Alcón
- Adolfo Linvel ... Accionista
- Warly Ceriani
- León Cerri
- Osvaldo Mariani
- Haydeé Alva
- Vicente Rossi
- Fernando Campos
- Francisco García Garaba
- Fausto Padín
- Luis Cánepa
- Jorge Linari
- Daniel Galvé
- Aída Villadeamigo

## Comentarios
Manrupe y Portela la consideran una comedia instrascendente, de cierta eficacia en su momento y Calki en El Mundo escribió: 

”animada comedia de enredos… a Francisco Álvarez lo condenaron a hacer de ingenuo… no pierde su fisonomía teatral.”